# Demografia Malty
Religie:
chrześcijanie: 90%, w tym katolicy 83%. Ateiści i osoby niereligijne: 4% (dane z 2019 roku).
Języki:
maltański, angielski (oba urzędowe)

## Liczba ludności na przestrzeni lat
| Ludność Malty | Ludność Malty |
| Rok           | Ludność       |
| ------------- | ------------- |
| 1241          | 5 000         |
| 1528          | 17 000        |
| 1590          | 28 900        |
| 1614          | 41 084        |
| 1632          | 56 000        |
| 1784          | 87 749        |
| 1797          | 96 534        |
| 1842          | 114 499       |
| 1851          | 123 496       |
| 1861          | 134 055       |
| 1871          | 141 775       |
| 1881          | 149 782       |
| 1891          | 165 037       |
| 1901          | 184 742       |
| 1911          | 211 564       |
| 1921          | 212 258       |
| 1931          | 241 621       |
| 1948          | 306 996       |
| 1957          | 319 620       |
| 1967          | 314 216       |
| 1980          | 325 721       |
| 1985          | 345 418       |
| 1990          | 355 910       |
| 1995          | 372 135       |
| 2005          | 404 962       |
| 2006          | 405 616       |
| 2007          | 407 832       |
| 2008          | 410 926       |
| 2009          | 414 027       |
| 2010          | 414 989       |
| 2011          | 416 055       |
| 2012          | 421 364       |
| 2013          | 429 424       |
| 2014          | 439 691       |
| 2015          | 450 415       |
| 2016          | 460 297       |
| 2017          | 475 701       |
| 2018          | 493 559       |
| 2019          | 514,564       |
| 2020          | 516,100       |

W ciągu 100 lat liczba ludności na Malcie się podwoiła. W 1911 roku Maltę zamieszkiwało 228 534 osób, w 2011 roku - 416 055 osób.
W ciągu prawie 200 lat liczba ludności na Malcie zwiększyła się czterokrotnie, w ciągu ostatnich 100 lat liczba ludności na Malcie się podwoiła. W 1842 roku Maltę zamieszkiwało 114 499 osób, w 1911 roku – 211 564 osób, w 1957 roku – 319 620 osób natomiast w 2011 roku Maltę zamieszkiwało 416 055 osób. Około 2020 roku, populacja Malty przekroczyła 500 000. Maltańczycy stanowią ok. 79% społeczeństwa (411 000 osób), obcokrajowcy stanowią ok. 21% (103 000 osób, 1/5 populacji) i ta liczba cały czas wzrasta, de facto Malta stała się państwem kosmopolitycznym. Populacja Malty gwałtownie wzrosła w porównaniu z 2010 rokiem, kiedy obcokrajowcy liczyli zaledwie 19 tysięcy osób. Ponad 80 000 pełnoletnich osób to obywatele Unii Europejskiej (nie były liczone osoby poniżej 16 roku życia i osób, które nie zarejestrowały się jako rezydenci).

## Inne statystyki
Według danych Eurostatu z 2019 roku, Malta ma jeden z najniższych odsetek populacji w Unii Europejskiej zgłaszającej przewlekłą depresję.

## Wyznania religijne
Zgodnie z danymi z 2019 roku, około 90% Maltańczyków to chrześcijanie (97% w 2010 roku), z czego katolicy stanowią 83% populacji (duży spadek, z 95,8%). Według raportu z 2005 roku w niedzielnych mszach uczestniczyło około 52,6% mieszkańców Malty, natomiast według danych arcybiskupa archidiecezji maltańskiej w 2015 roku w niedzielnej mszy uczestniczy 40% mieszkańców. Metropolia maltańska to metropolia obrządku łacińskiego obejmująca swoim zasięgiem Maltę. Podzielona jest na archidiecezję maltańską i diecezję Gozo. Na Malcie istnieje 359 kościołów oraz 78 parafii.
Pozostałe grupy wyznaniowe to inne odłamy chrześcijaństwa jak np. protestantyzm (2%, wzrost z 1,1% w 2010 roku), prawosławie (2%), inne odłamy chrześcijaństwa (3%), w tym Świadkowie Jehowy (0,15%). Mniejsze grupy imigrantów wyznające islam stanową 2%, społeczność żydowska oscyluje na poziomie <0,1%. Wzrost nastąpił wśród ateistów i osób niereligijnych, z 2,5% w 2010 roku do 4% w 2019 roku, stanowiąc drugą po Katolikach grupę.